# Scabrotrophon callosus
Scabrotrophon callosus is een slakkensoort uit de familie van de Muricidae. De wetenschappelijke naam van de soort is voor het eerst geldig gepubliceerd in 1940 door Nomura & Hatai.